# 레스페스트
레스페스트(RESFest)는 1996년부터 2006년까지 존재하고 지금은 열리지 않는 미국의 영화제이다. 2000년대 북아메리카에서 가장 저명한 디지털 영화제였다.

## 역사
레스페스트는 잉글랜드의 원닷제로(Onedotzero) 축제를 따라 새로운 디지털 영화 제작자들의 주도적인 글로벌 쇼케이스였다. 이 영화제는 전 세계를 투어했으며 2005년에는 미국, 캐나다, 영국, 일본, 오스트레일리아, 브라질, 그리고 유럽, 아시아, 아프리카의 수많은 도시를 돌았다. 축제의 후반 콘텐츠 대부분은 최신 뮤직 비디오와 단편 영화에 초점을 두었으며 미셸 공드리, 스파이크 존즈, 크리스 커닝햄, 조네이선 글레이저와 같은 감독들 모두 10년 운영 기간 동안 자신들의 작품 카탈로그를 레스페스트에 전시했다.
이 영화제는 공동 설립한 로우레스디지털영화제(Low Res Digital Film Festival)가 해체된 이후 조네이선 웰스에 의해 설립되었고 감독되었다.